# Compañía Nacional de Fuerza Eléctrica (1919)
Compañía Nacional de Fuerza Eléctrica (CNFE) fue una empresa eléctrica chilena existente entre 1919 y 1921.

## Historia
Fue fundada en Santiago el 26 de noviembre de 1919 por un consorcio liderado por Juan Tonkin, chileno de ascendencia británica, que había obtenido la concesión para construir una planta hidroeléctrica en Los Maitenes, cerca de Santiago de Chile. Su capital era de 650 mil libras esterlinas y entre sus accionistas había chilenos, ingleses y estadounidenses. El plan de la empresa era vender la electricidad que produjeran a la Chilean Electric Tramway and Light Company (CETL). Fue declarada legalmente instalada el 13 de enero de 1920.
La construcción de la planta hidroeléctrica Los Maitenes se inició en 1920 y entró en funcionamiento en 1923. Dicha planta abastecería, entre otros, a la fábrica de cemento de La Calera y el ferrocarril de Valparaíso a Santiago.
En abril de 1921 la CETL acordó adquirir acciones de CNFE para financiar la construcción de la central Los Maitenes, y el 1 de septiembre de ese mismo año ambas empresas se fusionaron y fue constituida oficialmente la Compañía Chilena de Electricidad (Chilectra).